# Württembergischer AW
Der AW war ein vierachsiger Akkumulatortriebwagen der Königlich-Württembergischen Staats-Eisenbahnen (KWStE).

## Geschichte
Die positiven Erfahrungen der Pfälzischen Eisenbahnen mit verschiedenen Typen von „Omnibuswagen mit elektrischem oder Gasmotorenantrieb“ veranlassten die Königlich-Württembergischen Staats-Eisenbahnen ebenfalls solche Fahrzeuge zu beschaffen. Da Württemberg keine eigenen Kohlevorkommen besaß, versprach man sich durch die Nutzung der Elektrizität einen kostengünstigeren Betrieb.
Mit Unterstützung der Firmen Aktiengesellschaft Elektrizitätswerke, vormals O. L. Kummer & Co., Niedersedlitz – Lieferant der elektrischen Ausrüstung und Steuerung – sowie der Akkumulatorenfabrik Hagen – Lieferant der Batterien – wurde 1897 von den eigenen Werkstätten ein Personenwagen der Gattung Litera E (Ci) zu einem Akkumulatorwagen umgebaut. Nach einem Testbetrieb wurde das Fahrzeug 1899 in den Bestand der Staatsbahn übernommen. Zuvor wurden die Akkumulatoren – wegen aufgetretener Probleme – nach einer Laufleistung von 9938 km von Seiten der Lieferfirma ersetzt. Die neuen Zellen wurden nunmehr unter den Sitzen eingebaut. Durch den Umbau erhöhte sich auch das Dienstgewicht auf 28,2 to.
Das Fahrzeug wurde in den Rechenschaftsberichten nur am Rande erwähnt, was auch darauf schließen lässt, dass es seinen Einsatzzweck – einen kostengünstigen Betrieb – erreichte.
Eingesetzt war der AW im Vorortverkehr Stuttgart Hbf–Cannstatt sowie später auf der Strecke Friedrichshafen–Ravensburg. Später kam noch der Personenverkehr auf der damals neuen Güterumgehungsstrecke Untertürkheim–Kornwestheim hinzu. Als sogenannter „Schuster-Express“ beförderte der Wagen überwiegend Mitarbeiter der Kornwestheimer Schuhfabrik Salamander.

## Verbleib
Nach der Beschaffung der Kittel-Dampftriebwagen sowie dem Benzinwagen von Daimler wurde der Akkumulatortriebwagen nach 1900 kaum mehr verwendet. Um 1903 wurde der elektrische Antrieb wieder ausgebaut und der Wagen zu einem Personenwagen (Nummer 201) rückgebaut. Er kam dann noch in der Betriebswerkstätte Oberesslingen als Personalzug zum Einsatz. Im Jahr 1908 wurde das Fahrzeug wahrscheinlich ausgemustert.

## Konstruktive Merkmale
Untergestell
Das Untergestell war komplett aus Stahlprofilen zusammen genietet. Zur Unterstützung des Chassis wurden wegen der Erhöhung des Wagengewichts durch den Einbau der Akkumulatoren die äußeren Längsträger durch ein Sprengwerk verstärkt. Als Zugvorrichtung waren Schraubenkupplungen und als Stoßvorrichtung Stangenpuffer eingebaut.
Wagenkasten
Der Wagenaufbau war eine mit Nut-Federholz verkleidete Holz-Ständerkonstruktion. Die Seitenwände waren gerade, das Wagendach hatte eine flache Rundung. Der Wagenkasten entsprach in Aufbau und Aufteilung noch vollständig dem des Basisfahrzeugs nach Litera E4. An beiden Fahrzeugenden wurden die offenen Übergangsbühnen zum Einbau von Führerständen mit nach vorne schräg zulaufenden Seitenwänden und Stirnfenstern genutzt. Die Zugänge zu den Übergangsbühnen blieben offen, die Zugänge zum Fahrgastraum erfolgte nach wie vor von den Stirnseiten.
Laufwerk
Die Drehgestelle waren aus Blechen und Winkeln zusammengenietet und entsprachen in ihrer Bauform den Regeldrehgestellen mit 1700 mm Achsstand. In einem Drehgestell wurden die beiden Antriebsmotoren integriert. Als Bremsen standen neben der elektrischen Motorbremse an jedem Wagenende Spindelhandbremsen zur Verfügung.
Fahrgastraum
Der Wagen war mit durchgehendem Mittelgang konstruiert. An den beiden Wagenenden befanden sich Führerstände. In der Fahrzeugmitte befanden sich die sechs Abteile der dritten Klasse. Sie waren in der Mitte durch eine Zwischenwand mit Durchgangstüre geteilt.
Antrieb
Der Antrieb erfolgte über zwei Motoren, die in dem angetriebenen Drehgestell eingebaut waren. Die 188 Speicherelemente waren zunächst unter dem Wagenkasten eingebaut. Mit der Erneuerung der Batteriezellen 1899 erfolgte auch der Einbau im Fahrgastraum unter den Sitzen. Auftretende giftige Dämpfe wurden durch einen Ventilator unter dem Fußboden über einen seitlichen Kamin über das Dach abgeleitet.
Anstrich
Der obere Teil des Wagenkastens war elfenbeinfarbig der untere Teil in bayerisch-blau gehalten. Der Anstrich des Daches war wahrscheinlich graubraun.